# Velichka Mincheva
Velichka Mincheva es una deportista búlgara que compitió en piragüismo en la modalidad de aguas tranquilas. Ganó dos medallas en el Campeonato Mundial de Piragüismo, oro en 1977 y plata en 1978.

## Palmarés internacional
| Campeonato Mundial | Campeonato Mundial    | Campeonato Mundial | Campeonato Mundial |
| Año                | Lugar                 | Medalla            | Competición        |
| ------------------ | --------------------- | ------------------ | ------------------ |
| 1977               | Sofía (Bulgaria)      | Medalla de oro     | K4 500 m           |
| 1978               | Belgrado (Yugoslavia) | Medalla de plata   | K4 500 m           |